# Paronellini
Tribu
Les Paronellini sont une tribu de collemboles de la famille des Lepidocyrtidae.

## Liste des genres
Selon Checklist of the Collembola of the World (version du 28 août 2019) :
- Campylothorax Schött, 1893
- Cyphoderopsis Carpenter, 1917
- Paronella Schött, 1893
- Troglopedetes Absolon, 1907
- Trogolaphysa Mills, 1938

## Publication originale
- Börner, 1906 : Das System der Collembolen nebst Beschreibung neuer Collembolen des Hamburger Naturhistorischen Museums. Jahrbuch der Hamburgischen Wissenschaftlichen Anstalten, vol. 23, no 2, p. 147-186 (texte intégral).